# Circaetus cinerascens
La culebrera coliblanca o águila culebrera de cola blanca (Circaetus cinerascens) es una especie de ave rapaz de la familia Accipitridae nativa de África subsahariana.

## Descripción
Mide en promedio de 60 cm de largo y pesa 1,1 kg. Es de color gris-marrón con la cola corta y la cabeza grande. Los ejemplares jóvenes tienen las partes dorsales de color marrón más pálido que los adultos y las plumas con bordes blancos. La cabeza, el cuello y el pecho están manchados de oscuro. Las partes inferiores son blancas con rayas de color marrón claro, sobre todo en el vientre y los muslos.

## Comportamiento
Se alimenta principalmente de reptiles y anfibios que caza emboscados desde una percha. Son aves solitarias y muy reservadas. Debido a su estilo de vida sedentario, a menudo son detectadas únicamente por sus llamadas. Su llamada es un fuerte y agudo kok-kok-kok-kok-kok.

## Distribución
Se distribuye en las zonas tropicales septentrionales de África, desde Senegal y Gambia en el oeste, a Etiopía en el este y hasta el sur de Angola y Zimbabue en el sur, sobre todo al oeste del valle del Rift, pero está principalmente ausente en los bosques ecuatoriales de tierras bajas occidentales. Habitan en los bordes de bosques y selvas. Es un pájaro raro a menudo difícil de detectar. Su distribución es irregular y es vulnerable a la pérdida de su hábitat ribereño.